# 艾塞和里什库尔
艾塞和里什库尔（法語：Aisey-et-Richecourt，法語發音：[ɛzɛ e ʁiʃkuʁ]）是法国上索恩省的一个市镇，属于沃苏勒区。

## 地理
艾塞和里什库尔（47°53'23"N, 5°57'15"E）面积7.8 平方千米，位于法国勃艮第-弗朗什-孔泰大區上索恩省，该省份为法国东部内陆省份，北起顺时针与孚日省、贝尔福地区省、杜省、汝拉省、科多尔省和上马恩省接壤。
与艾塞和里什库尔接壤的市镇（或旧市镇、城区）包括：布尔贝韦勒、科尔、奥尔穆瓦、朗兹韦勒。

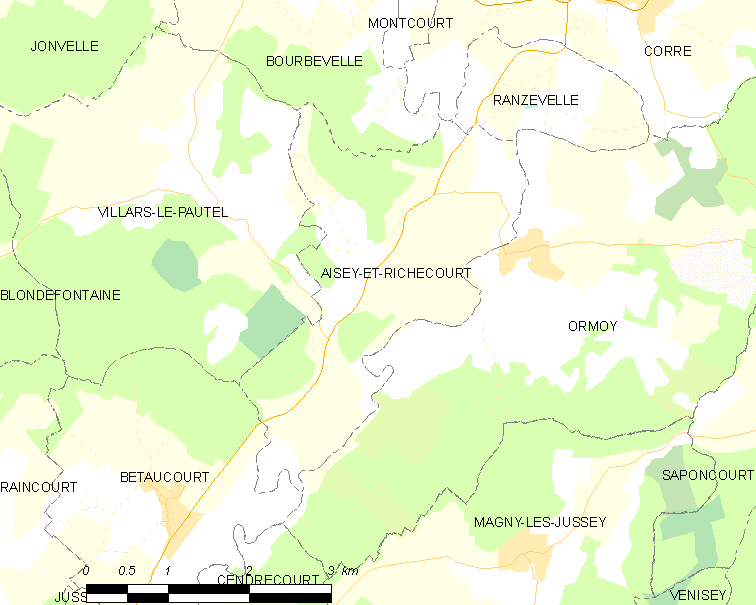
艾塞和里什库尔的OSM定位图

艾塞和里什库尔的时区为UTC+01:00、UTC+02:00（夏令时）。

## 行政
艾塞和里什库尔的邮政编码为70500，INSEE市镇编码为70009。

## 政治
艾塞和里什库尔所属的省级选区为瑞塞县。

## 人口

1962-2008年间艾塞和里什库尔人口变化图示

艾塞和里什库尔于2022年1月1日时的人口数量为99人。